# Ceriel Desal
Ceriel Desal (født 20. oktober 1999 i Roeselare) er en cykelrytter fra Belgien, der er på kontrakt hos Wagner Bazin WB.